# Music Box – skuggor ur det förflutna
Music Box – skuggor ur det förflutna (originaltitel: Music Box) är en amerikansk film från 1989, regisserad av Costa-Gavras efter manus av Joe Eszterhas, med Jessica Lange i huvudrollen. 

## Handling
Ann Talbot (Jessica Lange) är en advokat vars tillvaro vänds uppochner när hennes far, Mike Laszlo (Armin Mueller-Stahl), immigrant från Ungern, anklagas för att ha begått krigsförbrytelser under andra världskriget och riskerar att förlora sitt amerikanska medborgarskap. Ann, övertygad om att fadern – som både hon och hennes son älskar – är oskyldig, tar sig an uppgiften att försvara honom i rättegången mot honom. Diverse bevismaterial uppdagas som tyder på att Laszlo är identisk med "Mishka", som mördat och torterat bland annat judar under kriget. Andra uppgifter talar för att nämnda bevis är förfalskade av Ungerns kommunistiska regim och Sovjetunionen, av politiska skäl.

## Rollista i urval
- Jessica Lange – Ann Talbot
- Armin Mueller-Stahl – Mike Laszo
- Frederic Forrest – Jack Burke
- Lukas Haas – Mikey Talbot
- Donald Moffat – Harry Talbot
- Cheryl Lynn Bruce – Georgine Wheeler
- Mari Törőcsik – Magda Zoldan
- James Zagel (krediterad "J.S. Block") – domare Silver
- Sol Frieder – Istvan Boday
- Michael Rooker – Karchy Laszlo

## Om filmen
Filmen tilldelades Guldbjörnen vid filmfestivalen i Berlin 1990 (priset delades med den tjeckoslovakiska filmen Lärkmarionetter) och Lange nominerades till en Oscar och en Golden Globe för sin roll. Lukas Haas nominerades till ett Young Artist Award för rollen som Langes son. Filmen fick blandad kritik och kritiker noterade likheter i handling och tema med Costa-Gavras och Eszterhas tidigare film, Förrådd, från 1988.
Manusförfattaren Joe Eszterhas egen far kom senare att anklagas för att ha producerat antisemitisk propaganda i Ungern under andra världskriget.
Filmens titel betyder "speldosa" på engelska. En sådan visar sig ha en avgörande roll i handlingen.